# After Hours (The Weeknd)
After Hours is het vierde studioalbum van de Canadese zanger The Weeknd. Het album werd op 20 maart 2020 uitgebracht door XO en Republic Records. Het is het eerste studioalbum van The Weeknd sinds Starboy uit 2016, na de release van de EP My Dear Melancholy, uit 2018. Het album is opgedragen aan een fan, die kort voor de release van het album is overleden.
De standaardeditie bevat geen samenwerkingen met andere artiesten en de luxe-editie bevat geremixte nummers, met gastoptredens van Chromatics en Lil Uzi Vert. De heruitgave van After Hours deluxe editie werd later gereleased en bevat vier nieuwe bonustracks. After Hours wordt gepromoot met de After Hours til Dawn Stadium Tour. Oorspronkelijk de After Hours tour, maar die werd twee keer uitgesteld en daarna gecanceld door het coronavirus. De After Hours til Dawn Tour ging van start in Philadelphia in de Verenigde Staten op 14 juli 2022.

## Achtergrond en release
The Weeknd kondigde voor het eerst aan dat hij in november 2018 aan een nieuw album werkte, via een optreden waarin hij het publiek vertelde dat " Hoofdstuk VI binnenkort zou komen."   Na een lange stilte werd, op 24 november, de single Blinding Lights onthuld via een Mercedes-Benz televisiecommercial. Op 13 februari 2020 onthulde The Weeknd de titel van het project, After Hours, door middel van een teaser van 48 seconden. In de laatste week voorafgaand aan de release van het album werd de tracklist van After Hours op 17 maart 2020 onthuld. Op 30 maart 2020, op de tweejarige verjaardag van de EP My Dear Melancholy, werd een heruitgave van de luxe-editie uitgebracht met drie nieuwe bonustracks en een remix van het nummer Save Your Tears, in samenwerking met Ariana Grande. Een remix-EP met de titel After Hours (Remixes) met remixes van nummers van het album werd uitgebracht op 3 april 2020. 

## Artwork
Het artwork en de esthetiek van het promotiemateriaal van het album is beschreven als psychedelisch en geïnspireerd door verschillende films, zoals Fear and Loathing in Las Vegas, Joker, Casino en Uncut Gems.

## Promotie

### Tour
Op 20 februari 2020 werd The After Hours Tour door The Weeknd aangekondigd via sociale media. Het bevat shows in Noord-Amerika en Europa. Sabrina Claudio, Don Toliver en Black Atlass zouden de tour openen.. De tour werd twee keer verplaatst, en op 18 oktober 2021 kondigde The Weeknd aan dat de volledige tournee geannuleerd zou worden. In plaats van The After Hours Tour, zou de tour nu After Hours til Dawn Stadium Tour heten, en zou The Weeknd in arena's optreden. De tour begon in Philadelphia in de Verenigde Staten op 14 juli 2022, en het eerste deel eindigde op 23 november 22 in Inglewood in de VS. The Weeknd trad twee keer op in Amsterdam in de Johan Cruijff ArenA, op 23 en 24 juni 2023.

### Optredens
Op 5 december 2019 speelde The Weeknd voor het eerst Heartless op The Late Show met Stephen Colbert. Beide voorstellingen kregen positieve reacties van critici en publiek en werden vergeleken met die van Michael Jackson en Prince in het verleden. Op 22 januari 2020 werd "Blinding Lights" uitgevoerd bij Jimmy Kimmel Live!

### Singles
Op 27 november 2019 werd de eerste single van het album, Heartless, digitaal uitgebracht. De muziekvideo werd uitgebracht op 3 december 2019, met gastoptreden van Metro Boomin.
"Blinding Lights" werd op 29 november 2019 digitaal uitgebracht, als de tweede single van het album. Het nummer piekte op nummer één in de Amerikaanse Billboard Hot 100 en bereikte nummer één in verschillende andere landen. Het nummer is vernoemd tot de succesvolste alarmschijf ooit, en staat op nummer 1 op the greatest songs of all time Billboard chart. De videoclip werd uitgebracht op 21 januari 2020. Het nummer is het meest gestreamde nummer op de streamingdienst Spotify, met meer dan 4 miljard streams in januari 2024.
In Your Eyes werd op 24 maart 2020 op de radio uitgebracht als de derde single van het album. De muziekvideo volgt de verhaallijn van de eerder uitgebrachte beelden en werd uitgebracht op 23 maart 2020.
Save Your Tears werd op 9 augustus 2020 uitgeroepen tot single. Het nummer piekte op nummer één in de Amerikaanse Billboard Hot 100, nadat The Weeknd een remix van het nummer uitbracht op 23 april 2021, in samenwerking met Ariana Grande. De muziekvideo werd uitgebracht op 5 januari 2021. Daarnaast werd er een geanimeerde muziekvideo uitgebracht op 23 april 2021.

### Promotionele singles
Op 18 februari 2020 kondigde Tesfaye de release van het titelnummer van het album aan, tegelijkertijd met de onthulling van de albumhoes van het album. De promotiesingle bereikte de top 20 van verschillende landen wereldwijd, waaronder de Verenigde Staten, waar hij piekte op nummer 20 op de Amerikaanse Billboard Hot 100.

## Tracklist
| Nr. | Titel                         | Schrijver(s)                                                                        | Producent(en)                                              | Duur |
| --- | ----------------------------- | ----------------------------------------------------------------------------------- | ---------------------------------------------------------- | ---- |
| 1.  | "Alone Again"                 | Abel Tesfaye, Jason Quenneville, Illangelo, Adam Feeney                             | Illangelo, The Weeknd, DaHeala, Frank Dukes                | 4:10 |
| 2.  | "Too Late"                    | Tesfaye, Quenneville, Montagnese, Eric Burton Frederic                              | Illangelo, Ricky Reed, The Weeknd, DaHeala, Nate Mercereau | 3:59 |
| 3.  | "Hardest to Love"             | Tesfaye                                                                             | Max Martin, Holter, The Weeknd                             | 3:31 |
| 4.  | "Scared to Live"              | Tesfaye, Ahmad Balshe, Sandberg, Holter, Daniel Lopatin, Elton John, Bernard Taupin | Martin, Holter, The Weeknd                                 | 3:11 |
| 5.  | "Snowchild"                   | Tesfaye, Quenneville, Balshe, Montagnese                                            | Illangelo, The Weeknd, DaHeala                             | 4:07 |
| 6.  | "Escape from LA"              | Tesfaye, Montagnese, Leland Tyler Wayne, Mike McTaggart                             | Metro Boomin, The Weeknd, Illangelo                        | 5:55 |
| 7.  | "Heartless"                   | Tesfaye, Wayne, Montagnese, Andre Proctor                                           | Metro Boomin, The Weeknd, Illangelo, Dre Moon              | 3:21 |
| 8.  | "Faith"                       | Tesfaye, Balshe, Montagnese, Wayne                                                  | Metro Boomin, The Weeknd, Illangelo                        | 4:43 |
| 9.  | "Blinding Lights"             | Tesfaye, Balshe, Quenneville, Sandberg, Holter                                      | Martin, Holter, The Weeknd                                 | 3:21 |
| 10. | "In Your Eyes"                | Tesfaye, Balshe, Sandberg, Holter                                                   | Martin, Holter, The Weeknd                                 | 3:57 |
| 11. | "Save Your Tears"             | Tesfaye, Balshe, Quenneville, Sandberg, Holter                                      | Martin, Holter, The Weeknd                                 | 3:35 |
| 12. | "Repeat After Me (Interlude)" | Tesfaye, Kevin Parker, Lopatin                                                      | Parker, OPN                                                | 3:15 |
| 13. | "After Hours"                 | Tesfaye, Quenneville, Balshe, Montagnese, Mario Winans                              | Illangelo, The Weeknd, DaHeala, Winan                      | 6:01 |
| 14. | "Until I Bleed Out"           | Tesfaye, Wayne, Lopatin, Mejdi Rhars, Notinbed                                      | Metro Boomin, OPN, Prince 85, The Weeknd, Notinbed         | 3:12 |